# 艾德·利马
艾德·利马（1986年2月5日—），全名艾德·利马·多斯桑托斯（Éder Lima dos Santos），是巴西职业足球运动员，现在效力于中国足球甲级联赛球队北京控股足球俱乐部，司职后卫。

## 俱乐部生涯
艾德·利马出生于巴西圣保罗州聖維森特市，早期在葡萄牙人接受足球训练，2007年在家乡球队圣维森特开始职业足球生涯。之后他又先后效力于CENE、圣何塞、索罗卡巴竞技等球队，2009年11月加盟诺罗斯特。他代表诺罗斯特出场13次，帮助球队从圣保罗州乙级联赛升级到甲级。2010年5月，艾德·利马加盟维拉诺瓦， 开始参加巴西国内足球联赛。
2011年9月6日，他和巴甲老牌劲旅桑托斯签订一份为期三个月的短期合同 第二天，他在和阿瓦伊的比赛中替补埃拉诺出场4分钟，首次代表桑托斯亮相。 他在3个月内为桑托斯出场6次，但没有得到续约机会。2012年，艾德·利马转投欧斯特。
2013年2月，艾德·利马和中国足球超级联赛球队天津泰达签约。2013和2014赛季利马作为天津泰达队的主力中后卫，代表球队出场57次打入3球并有1次助攻。
2015年2月，北京控股足球俱乐部宣布与利马正式签约。